# Мокров, Александр Михайлович
Алекса́ндр Миха́йлович Мокро́в (1963—1984) — советский спецназовец, снайпер 154-го ОСпН ГРУ, участник войны в Афганистане, посмертно награждённый орденом Красной Звезды.

## Биография
Александр Мокров родился 13 февраля 1963 года в городе Улан-Удэ Бурятской АССР в семье рабочих тонкосуконной фабрики.
После учёбы в средней школе поступил и учился в Улан-Удэнском лесотехническом техникуме. В ряды Советской Армии призван весной 1982 года.
В Афганистане с июня 1982 года, там начал службу в 154-й отряд спецназа ГРУ. Неоднократно участвовал в боестолкновениях с афганскими моджахедами, в том числе на перевале Саланг. В одном из боев спас жизнь раненому сослуживцу. Был награждён медалью «За отвагу».
В марте 1984 года в одном из боев снайпер Мокров точным выстрелом уничтожил вражеского гранатометчика, кроме этого лично уничтожил несколько других огневых точек противника и принял непосредственное участие в пленении главаря бандформирования. В те же дни Александр Мокров погиб при переправе через реку: утонул при опрокидывании БМП при форсировании реки Кабул в районе кишлака Мадикач провинции Нангархар.
За уничтожение гранатометчика противника Александр Мокров был награждён орденом Красной Звезды, но уже посмертно.
Похоронен в Октябрьском районе Улан-Удэ.

## Награды
- Орден Красной Звезды
- Медаль «За отвагу»

## Память
- Одна из улиц в Улан-Удэ названа его именем[1].
- Мемориальная доска на корпусе лесопромышленного колледжа[2]